# Si te vas (canción de Jesse & Joy)
«Si te vas» es una canción interpretada por el dúo mexicano Jesse & Joy incluido en segundo álbum de estudio, Electricidad (2009). La compañía discográfica Warner Music México la lanzó en el abril del 2010 como el tercer y último sencillo del disco.

## Vídeo musical

### Filmación
El vídeo fue grabado en México, bajo la dirección de Esteban Reyes y se muestra a la agrupación caminar por varios rincones de la ciudad, además se tuvo como invitado al actor Iván Arana.

## Promoción
La canción ha sido una de las más reconocidas en la carrera del dúo. Ha sido incluida en varios álbumes recopilatorios y álbumes en vivo además también está dentro de las listas de canciones incluidas en sus giras musicales.

## Listas musicales
| País   | Chart     | Lista                  | Mejor posición |
| 2009   | 2009      | 2009                   | 2009           |
| ------ | --------- | ---------------------- | -------------- |
| México | Billboard | Mexico Airplay         | 13             |
| México | Billboard | Mexico Espanol Airplay | 8              |